# Rocca Sinibalda
Rocca Sinibalda är en ort och kommun i provinsen Rieti i regionen Lazio i Italien. Kommunen hade 778 invånare (2018).